# 3000
3000（三千、さんぜん）は、自然数また整数において、2999の次で3001の前の数である。

## 性質
- 3000は合成数であり、約数は1, 2, 3, 4, 5, 6, 8, 10, 12, 15, 20, 24, 25, 30, 40, 50, 60, 75, 100, 120, 125, 150, 200, 250, 300, 375, 500, 600, 750, 1000, 1500, 3000である。
  - 約数の和は9360。
- 575番目のハーシャッド数である。1つ前は2997、次は3006。
  - 3を基とする20番目のハーシャッド数である。1つ前は2100、次は10002。
- 1/3000 = 0.0003… (下線部は循環節で長さは1)
  - 逆数が循環小数になる数で循環節が1になる51番目の数である。1つ前は2880、次は3072。(オンライン整数列大辞典の数列 A070021)
- 3000 = 3 × 103
  - n = 3 のときの n × 10n の値とみたとき1つ前は200、次は40000。(オンライン整数列大辞典の数列 A126431)
  - n = 10 のときの 3n3 の値とみたとき1つ前は2187、次は3993。(オンライン整数列大辞典の数列 A117642)
  - 3000 = 103 + 103 + 103
    - 3つの正の数の立方数の和1通りで表せる343番目の数である。1つ前は2994、次は3005。(オンライン整数列大辞典の数列 A025395)
- 3000 = 4 × 53 × 6 = 55 − 53
  - n = 5 のときの n5 − n3 の値とみたとき1つ前は960、次は7560。(オンライン整数列大辞典の数列 A133754)
- 約数の和が3000になる数は4個ある。(1592, 2495, 2831, 2999) 約数の和4個で表せる40番目の数である。1つ前は2952、次は3040。

## その他 3000 に関連すること
- 西暦3000年は、3千年紀および30世紀最後の年。
- 3000系（3000を形式名に持つ鉄道車両のリスト）
- 日本列島の南北の長さは約3000kmである。
- 母をたずねて三千里
- 3000メートル競走、3000メートル障害、3000メートル競歩は陸上競技種目。
- 自動車のナンバープレートの希望番号制度において、「3000」は抽選対象の番号だったが、2004年5月6日から非抽選番号になった。
- 張本勲は日本プロ野球において現役通算3000本安打を達成した唯一のプロ野球選手。
- イチローは日米通算ではあるが、現役通算3000本安打を達成した唯一の日本人プロ野球選手。
- 3000本安打クラブ、3000奪三振クラブ
- 日本語で3000は「さんぜん」と発音され、「さんびゃく」（300）や「さんぼん」（3本）と同様の連濁を示す。
- 三千世界
- PSP-3000
- フォーミュラ3000

## 3001 から 3999 までの整数

### 3001 から 3100 までの整数
- 3001 - 2999と組で82番目の双子素数、431番目の素数、スーパー素数、中心つき十角数
- 3003 - 三角数、六角数。パスカルの三角形に8回現れる数として知られている唯一の数(8回を超えて現れる数は知られていない、en:Singmaster's conjectureを参照)
- 3019 - スーパー素数
- 3023 - ソフィー・ジェルマン素数、安全素数
- 3024 - 24×33 × 7 。四連続積数（6×7×8×9）。5を除く1桁全てと16と27の最小公倍数。
- 3025 = 552 = (30 + 25)2、1から10までの3乗の和、中心つき八角数
- 3045 - 196から210までの整数の和であり、かつ211から224までの整数の和
- 3046 - 中心つき七角数
- 3052 - 十角数
- 3059 - 中心つき立方体数
- 3063 - 完全トーティエント数
- 3067 - スーパー素数
- 3071 - サビット数（英語版）
- 3072 = 210 × 3
- 3073
- 3075 - 九角数
- 3078 = 2 × 34 × 19 、五角錐数
- 3080 = 23 × 5 × 7 × 11 = 55 × 56 、矩形数
- 3081 = 550 + 551 + 552 、三角数、この形の三角数としては5番目。1つ前は703、次は23871。楔数。
- 3087 = 32 × 73 、最初から40個の素数の和

### 3101 から 3200 までの整数
- 3109 - スーパー素数
- 3119 - 3121と組で83番目の双子素数、安全素数
- 3120 = 1 × 2 × 3 × 5 × 8 × 13 、6連続のフィボナッチ数の積で表せる最小の数。
- 3125 = 55 、nn で表される5番目の数である。1つ前は256、次は46656。
- 3136 = 562 、トリボナッチ数
- 3137 - プロス素数
- 3142 - 十進法における円周率の近似値
- 3149 - 高度コトーティエント数（英語版）
- 3150
- 3160 - 三角数
- 3162 - {\displaystyle {\sqrt {10}}\times 10^{3}}の近似値
- 3167 - 3169と組で84番目の双子素数、安全素数
- 3169 - スーパー素数
- 3192 = 56 × 57 、矩形数
- 3200 = 27 × 52 。素因数分解形が 2i × 5j になる数。1つ前は3125、次は4000。

### 3201 から 3300 までの整数
- 3203 - 安全素数
- 3216 - 双子素数の和(1607 + 1609)
- 3229 - スーパー素数
- 3240 - 三角数。9周（9 × 360）
- 3248 - 第二定義のルース＝アーロン・ペア(3248, 3249)
- 3249 = 572 、中心つき八角数、第二定義のルース＝アーロン・ペア(3248, 3249)
- 3251 - 3253と組で85番目の双子素数、9番目の四つ子素数 (3251, 3253, 3257, 3259)、中心つき十角数
- 3256 - 中心つき七角数
- 3257 - 3259と組で86番目の双子素数
- 3259 - スーパー素数
- 3266 - 最初から41個の素数の和
- 3271 - 462番目の素数
- 3276 - 三角錐数
- 3277 = 47 + 1/4 + 1 、超プーレ数（英語版）、十角数
- 3281 - 八面体数
- 3286 - 九角数
- 3299 - ソフィー・ジェルマン素数、スーパー素数
- 3299 - 3301と組で87番目の双子素数、463番目の素数
- 3300 - 四つ子素数の和(821 + 823 + 827 + 829)

### 3301 から 3400 までの整数
- 3306 - 矩形数
- 3319 - スーパー素数
- 3321 - 三角数
- 3329 - 3331と組で88番目の双子素数、ソフィー・ジェルマン素数、プロス素数
- 3333 - 回文数
- 3336 - 双子素数の和(1667 + 1669)
- 3355 - 四字熟語、三三五五の数字版
- 3358 - 最初から11個の素数の2乗の和
- 3359 - 3361と組で89番目の双子素数、ソフィー・ジェルマン素数、高度コトーティエント数
- 3360 - 32までの複偶数全ての最小公倍数。14番目の三連続積数。1つ手前は2730、次は4080。
- 3364 = 582
- 3371 - 3373と組で90番目の双子素数
- 3375 = 153、フリードマン数((3+7+5)3)
- 3389 - 3391と組で91番目の双子素数、ソフィー・ジェルマン素数
- 3396 - 双子素数の和(1697 + 1699)

### 3401 から 3500 までの整数
- 3403 - 三角数
- 3407 - スーパー素数
- 3413 - ソフィー・ジェルマン素数、 11 + 22 + 33 + 44 + 55
- 3422 - 矩形数、楔数、摂氏温度におけるタングステンの融点
- 3432 - 中心二項係数
- 3435 = 33 + 44 + 33 + 55 、各桁をその数で乗じた数の和が元の数に等しい。2番目のミュンヒハウゼン数（英語版）である。(オンライン整数列大辞典の数列 A046253)
- 3439 - 19 × 19 の魔方陣の一列の和
- 3444 - 双子素数の和(1721 + 1723)
- 3447 - 最初から42個の素数の和
- 3449 - ソフィー・ジェルマン素数
- 3456 = 27 × 33 。十二進法で2000。素因数分解形が 2i × 3j になる数、1つ前は3072、次は3888。2×12n になる数で、1つ前は288、次は41472。
- 3457 - プロス素数
- 3461 - 3463と組で92番目の双子素数、10番目の四つ子素数 (3461, 3463, 3467, 3469)
- 3465 - 12以下の全ての奇数(1, 3, 5, 7, 9, 11)で割り切れる最小の数。
- 3467 - 3469と組で93番目の双子素数、安全素数
- 3468 - 4桁の整数で唯一、下2桁の2乗から上2桁の2乗をひくと、もとの整数に一致する。
- 3469 - スーパー素数
- 3473 - 中心つき七角数
- 3481 = 592、中心つき八角数
- 3486 - 三角数
- 3491 - ソフィー・ジェルマン素数

### 3501 から 3600 までの整数
- 3504 - 九角数
- 3510 - 十角数
- 3511 - 知られている最も大きいヴィーフェリッヒ素数（英語版）、中心つき十角数
- 3517 - スーパー素数
- 3527 - 3529と組で94番目の双子素数
- 3539 - 3541と組で95番目の双子素数、ソフィー・ジェルマン素数
- 3540 - 矩形数
- 3557 - 3559と組で96番目の双子素数
- 3559 - スーパー素数
- 3569 - 高度コトーティエント数
- 3570 - 三角数
- 3571 - リュカ数、500番目の素数
- 3576 - 双子素数の和(1787 + 1789)
- 3581 - 3583と組で97番目の双子素数
- 3593 - ソフィー・ジェルマン素数、スーパー素数
- 3600 = 602、1時間の秒数、10周(10 × 360)

### 3601 から 3700 までの整数
- 3610 - 五角錐数
- 3623 - ソフィー・ジェルマン素数、安全素数
- 3637 - スーパー素数
- 3638 - 最初から43個の素数の和
- 3654 - 三角錐数
- 3655 - 三角数、楔数
- 3660 = 60 × 61 、矩形数
- 3671 - 3673と組で98番目の双子素数
- 3684 - キース数（英語版）
- 3697 - 中心つき七角数

### 3701 から 3800 までの整数
- 3721 = 612、中心つき八角数
- 3729 - 九角数
- 3733 - スーパー素数
- 3741 - 三角数、楔数
- 3744 - 双子素数の和(1871 + 1873)
- 3751 - 十角数
- 3756 - 双子素数の和(1877 + 1879)
- 3761 - ソフィー・ジェルマン素数、スーパー素数
- 3767 - 3769と組で99番目の双子素数
- 3776 - 剣ヶ峰 (富士山)の標高(m、日本最高峰),2つの多冪数の差(65 − 25 × 53)
- 3779 - ソフィー・ジェルマン素数、安全素数
- 3780 - 8を除く1桁全てと27の最小公倍数。10回転半。
- 3781 - 中心つき十角数
- 3782 = 61 × 62 = 2 × 31 × 61 、矩形数、楔数

### 3801 から 3900 までの整数
- 3803 - ソフィー・ジェルマン素数、安全素数
- 3821 - 3823と組で100番目の双子素数
- 3821 - ソフィー・ジェルマン素数
- 3828 - 三角数
- 3831 - 最初から44個の素数の和
- 3844 = 622
- 3851 - 3853と組で101番目の双子素数
- 3851 - ソフィー・ジェルマン素数
- 3863 - ソフィー・ジェルマン素数、安全素数
- 3864 - 双子素数の和(1931 + 1933)
- 3888 - 24 × 35 、六進法で 30000(6)。素因数分解形が 2i × 3j になる数で1つ前は3456、次は4374。
- 3894 - 八面体数
- 3900 - 双子素数の和(1949 + 1951)

### 3901 から 3999 までの整数
- 3906 = 62 × 63 、矩形数
- 3911 - ソフィー・ジェルマン素数、スーパー素数
- 3916 - 三角数
- 3917 - 3919と組で102番目の双子素数
- 3925 - 中心つき立方体数
- 3928 - 中心つき七角数
- 3929 - 3931と組で103番目の双子素数
- 3943 - スーパー素数
- 3947 - 安全素数
- 3960 - 11周(11 × 360)
- 3961 - 九角数
- 3969 = 632、中心つき八角数、ハーシャッド数
- 3980 - 20を基とする最小のハーシャッド数
- 3988 - ローマ数字の中で、変換元が 4 - 8 までの5つの数字から2つ以上用いられたものの中で最大の数。なお、変換先としてI, i, X, x, L, l, C, c, D, d, M, m の計12種類のみを用いている
- 3989 - 高度コトーティエント数
- 3990 - ハーシャッド数
- 3996 = 22 × 33 × 37 = 36 × 111、ハーシャッド数、双子素数の和(1997 + 1999)